# Bremer shakespeare company

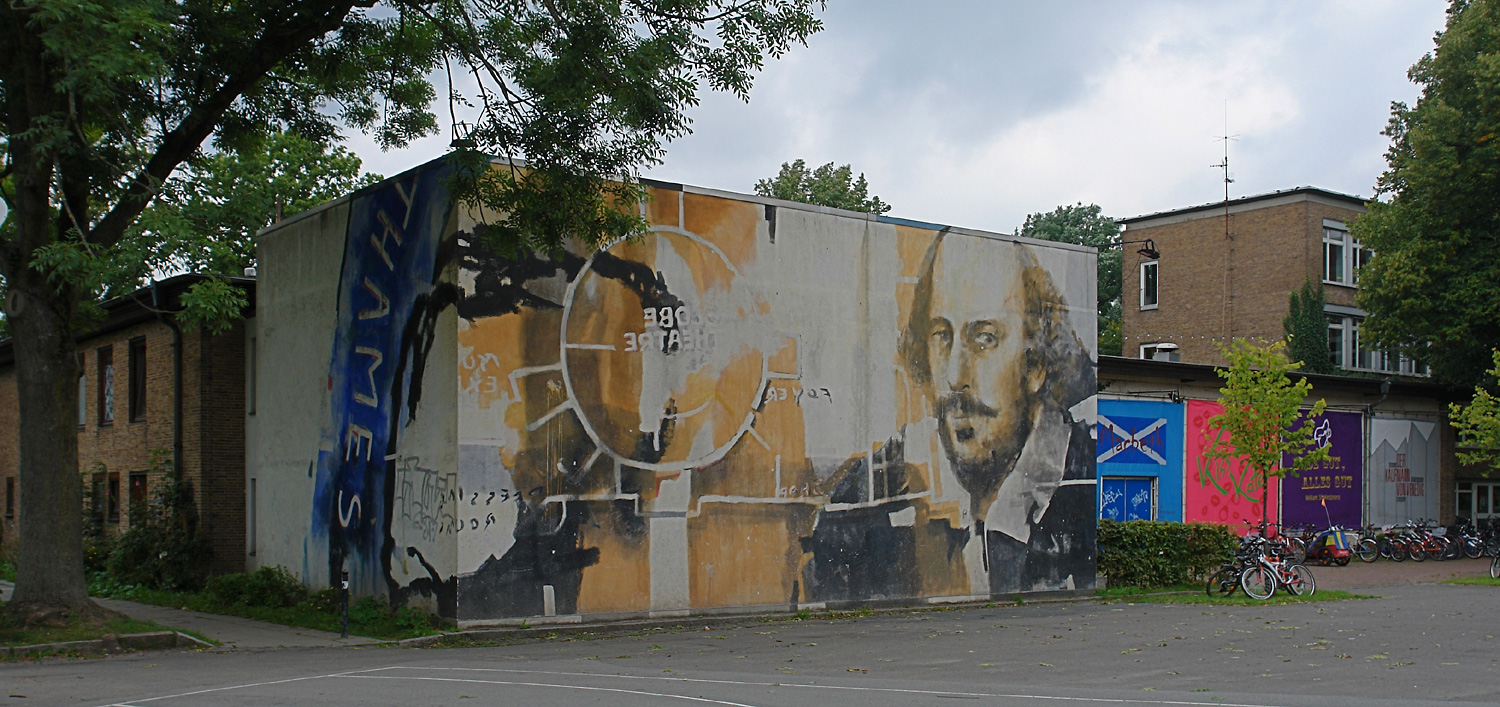
Theatergebäude am Leibnizplatz

Die Bremer Shakespeare Company e. V. (Eigenschreibweise: bremer shakespeare company) ist ein Theaterkollektiv in der Rechtsform eines gemeinnützigen Vereins mit dem Geschäftssitz in Bremen.

## Geschichte und Aufgabe
Die Bremer Shakespeare Company wurde im Jahr 1983 als ein selbstverwaltetes Theater von drei Schauspielerinnen und vier Schauspielern gegründet: Chris Alexander, Gabriele Blum, Hille Darjes, Rainer Iwersen, Renato Grünig, Norbert Kentrup und Dagmar Papula.
Im Mittelpunkt der programmatischen Ausrichtung der Bremer Shakespeare Company steht die kontinuierliche Beschäftigung mit Shakespeare und den Aufführungstraditionen seiner Zeit. Hauptelemente sind die fehlende vierte Wand auf der Bühne, eine nicht naturalistische Bühnenästhetik, Cross-Gender-Besetzungen und ein kleines Ensemble mit aktuell neun Mitgliedern, in denen ein Schauspieler oftmals mehrere Rollen spielt. Zur Aufführung gelangen meist eigene Übersetzungen.
Die Bremer Shakespeare Company versteht den Theaterabend als ein gemeinsames Fest mit dem Publikum. Die Schauspieler begrüßen vor einer Vorstellung die Zuschauer im Foyer, übernehmen selbst den Verkauf der Programmhefte und verabschieden die Zuschauer am Ende der Vorstellung. Auf großes Interesse stoßen die regelmäßigen öffentlichen Proben vor einer Premiere.
Unter dem Titel Dramatikerwerkstatt entwickelt das Ensemble selbst Stücke, z. B. Eine Geschichte von Liebe und Hass auf Malta (2005), Shakespeare in Trouble (2003) und Ein Königreich für einen Ball (2006). Von Zeit zu Zeit werden auch Stücke anderer Autoren gespielt, z. B. Warten auf Godot (2006, Samuel Beckett), Rosenkranz und Güldenstern (2004, Tom Stoppard), Kabale und Liebe für zwei (2004, nach Friedrich Schiller), Die Leiden des jungen Werther (2009, Johann Wolfgang Goethe) und Shakespeare, Mörder, Pulp & Fiktion (2011, John von Düffel).

## Kooperationen
Seit ihrer Gründung kooperiert die Bremer Shakespeare Company mit zahlreichen anderen kulturellen und wissenschaftlichen Institutionen in Bremen, so z. B. mit der Hochschule für Künste Bremen, der Universität Bremen, dem Institut français Bremen, Quartier gGmbH. Außerdem hat sie das Projekt „Quantenschaum“ ins Leben gerufen und ist Mitbegründerin und Kooperationspartnerin des mehrteiligen Projekts Aus den Akten auf die Bühne mit der Universität Bremen, Fachbereich Geschichte.
Eine intensive Zusammenarbeit verbindet die Bremer Shakespeare Company mit der Oberschule am Leibnizplatz am Leibnizplatz. Eine erste gemeinsame Theaterproduktion war Parzival im Sommer 2013. Unter dem Namen Schul-Theater-Campus und unter Einbeziehung weiterer kultureller Akteure in der Bremer Neustadt wird dieses Institutionen übergreifende Kultur-Bildungs-Projekt verstetigt.

## Spielstätten
Eine erste Spielstätte war zunächst das ehemalige Theater Kammerspiele in der Böttcherstraße. 1989 bezog die Bremer Shakespeare Company die Aula des Gymnasiums am Leibnizplatz (heute: Oberschule am Leibnizplatz) in der Bremer Neustadt. Ende 2011 bis Anfang 2013 wurde diese Spielstätte saniert, die Bühne modernisiert, die bisher fehlende Bühnenobermaschinerie eingebaut und der Backstage-Bereich erweitert. Im Theater am Leibnizplatz finden nunmehr jährlich über zweihundert Veranstaltungen statt.
Außerdem präsentiert die bsc bei ca. 50 Gastspielen pro Spielzeit ihre Aufführungen im gesamten deutschsprachigen Raum. Seit 1996 zeigt die Bremer Shakespeare Company eine Auswahl ihrer Inszenierungen als Open-Air Aufführungen im Bremer Bürgerpark bei Shakespeare im Park und ist regelmäßig beim Shakespeare-Festival Neuss vertreten. Die Bremer Shakespeare Company hat das größte Repertoire an Shakespeare-Stücken innerhalb Deutschlands.
Vor dem Theater steht seit 1991 auf der Kreuzung die Skulptur Der Gaukler  vom Bildhauer Christoph Fischer als  eine Verbindung zur bremer shakespeare company.

## Vereine
Die Bremer Shakespeare Company wird in der Rechtsform eines Vereins betrieben. Vorstandsmitglieder sind Renate Heitmann (Geschäftsführender Vorstand), Peter Lüchinger, Markus Seuß und Bernd Wolf.
Zusätzlich gibt es den Förderverein Freunde und Förderer der Bremer Shakespeare Company e. V., der am 23. April 2008 in Bremen gegründet wurde. Vorstandsmitglieder sind Horst Baraczewski, Axel Schubert, Ursula Carl, Jan Freysoldt, Michael Lempe, Horst Isola und Wolfgang Schrörs.

## Auszeichnungen
- 1999: Deutscher Kritikerpreis für Timon aus Athen beim Shakespeare-Festival Globe-to-Globe, Mai/Juni 2012 im London Globe Theatre.
- 2012: Monica-Bleibtreu-Preis in der Kategorie (Moderner) Klassiker für Ein Sommernachtstraum bei den 1. Privattheatertagen in Hamburg
- 2013: Monica-Bleibtreu-Preis in der Kategorie (Moderner) Klassiker für Richard III bei den 2. Privattheatertagen in Hamburg
- Recognition of Distinction im „EngageU! European Competition for Best Innovations in University Outreach and Public Engagement“ der Universität Oxford für Aus den Akten auf die Bühne.
- 2017: Monica-Bleibtreu-Preis in der Kategorie (Zeitgenössisches) Drama für King Charles III bei den 6. Privattheatertagen in Hamburg